# Lista do Patrimônio Mundial no Haiti
A Organização das Nações Unidas para a Educação, a Ciência e a Cultura (UNESCO) propôs um plano de proteção aos bens culturais do mundo, através do Comité sobre a Proteção do Património Mundial Cultural e Natural, aprovado em 1972. Esta é uma lista do Patrimônio Mundial existente no Haiti, especificamente classificada pela UNESCO e elaborada de acordo com dez principais critérios cujos pontos são julgados por especialistas na área. O Haiti ratificou a convenção em 18 de janeiro de 1980, tornando seus locais históricos elegíveis para inclusão na lista.
O sítio Parque Nacional Histórico - Cidadela, Sans-Souci, Ramiers foi o primeiro local do Haiti incluído na lista do Patrimônio Mundial da UNESCO por ocasião da 6ª Sessão do Comitè do Património Mundial, realizada em Paris (França) em 1982. Desde então, este bem de classificação Cultural permanece como o único sítio do Haiti classificados como Patrimônio da Humanidade. 

## Bens culturais e naturais
O Haiti conta atualmente com os seguintes lugares declarados como Patrimônio da Humanidade pela UNESCO:
| | Parque Nacional Histórico – Cidadela, Sans-Souci, Ramiers |
| Bem cultural inscrito em 1982. |                                                           |
| Localização: Norte |                                                           |
| Esses monumentos datam do início do século XIX, quando o Haiti proclamou sua independência. O Palácio Sans Souci, os edifícios Ramiers e, em particular, a Cidadela são símbolos universais de liberdade, pois foram os primeiros construídos por escravos negros que conquistaram sua emancipação. (UNESCO/BPI) |                                                           |

## Lista Indicativa
Em adição aos sítios inscritos na Lista do Patrimônio Mundial, os Estados-membros podem manter uma lista de sítios que pretendam nomear para a Lista de Patrimônio Mundial, sendo somente aceitas as candidaturas de locais que já constarem desta lista. Desde 2004, o Haiti possui 1 local na sua Lista Indicativa.
| Sítio                      | Imagem | Localização | Ano  | Dados UNESCO       | Descrição |
| -------------------------- | ------ | ----------- | ---- | ------------------ | --- |
| Centro Histórico de Jacmel |        | Sudeste     | 2004 | Cultural: (ii)(iv) | Jacmel foi fundada em 1698 devido ao estabelecimento entrepostos comerciais pela Compagnie de Saint-Domingue, então colônia francesa, no local de uma antiga vila pré-colombiana. Correspondendo à sua vocação como porto comercial, Jacmel é uma cidade litorânea que preserva seu tecido urbano inicial, bem como o seu plano ortogonal, apesar da sua topografia particular que favoreceu o desenvolvimento de ruas pedonais muito originais. |